# Hullehalli, Kadur
Hullehalli là một làng thuộc tehsil Kadur, huyện Chikmagalur, bang Karnataka, Ấn Độ.